# Balearonethes sesrodesanaus
Balearonethes sesrodesanaus là một loài chân đều trong họ Trichoniscidae. Loài này được Dalens miêu tả khoa học năm 1977.